# Cleome tenuicaulis
Cleome tenuicaulis är en paradisblomsterväxtart som beskrevs av Ignatz Urban. Cleome tenuicaulis ingår i släktet paradisblomstersläktet, och familjen paradisblomsterväxter. Inga underarter finns listade i Catalogue of Life.